# 特羅爾斯泰因峰
61°39′37″N 08°33′29″E / 61.66028°N 8.55806°E
特羅爾斯泰因峰是挪威的山峰，位於該國東南部內陸郡，處於洛姆，距離首都奧斯陸230公里，屬於尤通黑門山脈的一部分，海拔高度2,060米。